# Униформа
Униформа је у основи једнообразно службено или радно одело коју носе припадници одређене установе, попут војске, полиције, здравствене и ватрогасне службе, и радне организације. Ова одећа истиче неку организациону групу по томе што сви њени припадници носе исту одећу, и/или прикрива индивидуалности унутар ње, наглашавајући тиме повезаност унутар групе. Униформисана особа је обично анонимна. Пример је ђачка униформа која има за циљ да подстакне осећај припадности школи.

## Војна униформа
Историјски посматрано, основна намена војне униформе била је да војнике зараћених страна учини препознатљивим, као и да заплаши непријатеља током борбе; зато је и некада прављена с намером да остави снажан утисак.